# Музей истории женщин, истории женского и гендерного движения
Музей женской и гендерной истории — музей основанный в 2008 году в Харькове.
Адрес музея: Харьков, Московский проспект 124а. Автор идеи и основательница — Татьяна Исаева.

## История
Музей создан в 2008 году в рамках проекта «Создадим музей о себе» при помощи Украинского женского фонда и Глобального фонда для женщин, а также программы равных возможностей и прав женщин на Украине ЕС-ПРООН.
В сентябре 2009 года музей награждён Информационно-консультативным женским центром «За гендерное равновесие».
В 2009 году музей участвовал во II Международном конгрессе женских музеев, проходивший в Бонне и позже стал участником ассоциации женских музеев.
В 2009 году открыт сайт музея, а вместе с ним образовательный медиа канал.
В марте 2009 года экспозиции музея представлены в музее ХНУ имени В. Н. Каразина.
В 2009 году музей стал обладателем диплома в номинации «Лучшая просветительская деятельность».
К 2018 году музей получил финансовую поддержку от зарубежных фондов и переехал в новое здание. https://www.svoboda.org/a/29903509.html

## Экспозиция
В экспозиции музея следующие выставки:
- «Создадим музей о себе!»,
- Кое-что о гендере,
- Гендерные стереотипы,
- История человечества — это история мужчин,
- Женщины поддерживают женщин,
- Гендерные проблемы мужчин,
- Сексизм — практика дискриминации,
- День солидарности женщин,
- Женщины в бизнесе, армии и политике,
- Остановим насилие,
- Женское лицо Украины[6],
- Женщины в науке,
- Гендер глазами детей,
- В объективе гендер,

В коллекции музея находятся более 3000 экспонатов.
Среди экспонатов: документы, книги, детские игрушки, диски и так далее.

## Посетители
11 февраля 2010 года Тимошенко передала музею свои вещи: панно, куклы, сапоги и шарф.